# Julio Garrett Ayllón
Garrett  Ayllón est un nom espagnol. Le premier nom de famille, en général paternel, est Garrett ; le second, en général maternel, souvent omis, est Ayllón.
Pour l’article homonyme, voir Ayllón.
Julio Garrett Ayllón (né le 22 mai 1925 à Sucre et mort le 19 mars 2018 dans la même ville) est un homme d'État et diplomate bolivien. Au cours de sa carrière politique, il est sénateur, ministre des Relations extérieures sous Lidia Gueiler Tejada et vice-président sous Víctor Paz Estenssoro.

## Biographie
Élu sénateur d'Oruro une première fois en 1966, il joint en 1973 le Mouvement nationaliste révolutionnaire de Víctor Paz Estenssoro. Forcé à l'exil jusqu'en 1979, durant la dictature d'Hugo Banzer, il revient en Bolivie et est réélu sénateur cette même année. Peu de temps après, il est nommé ministre des Affaires étrangères de 1979 à 1980 au sein du gouvernement intérimaire de Lidia Gueiler Tejada et sera réélu sénateur en 1980. Lors de la prise du pouvoir du dictateur Luís Garcia Meza Tejada en 1980, il est de nouveau forcé à l'exil jusqu'en 1982, année du rétablissement de la démocratie. Il est alors élu président du Sénat de 1982 à 1985. 
Aux élections générales de 1985, il est élu vice-président de Bolivie aux côtés du président élu Víctor Paz Estenssoro. Il occupera cette fonction durant tout son mandat, soit du 6 août 1985 au 6 août 1989. En tant que vice-président, il participe à la création de l'Université andine Simon Bolivar. Après son mandat, il sera réélu sénateur en 1989, dont l'élection sera annulée par le Cour nationale électorale, puis en 1993. Il siègera également au Parlement andin en 1992 puis sera ambassadeur de Bolivie en Argentine de 1995 à 1997.